# Za-Kpota
Za-Kpota est une commune du sud du Bénin.

## Géographie

Spécimens récoltés à Za-Kpota.
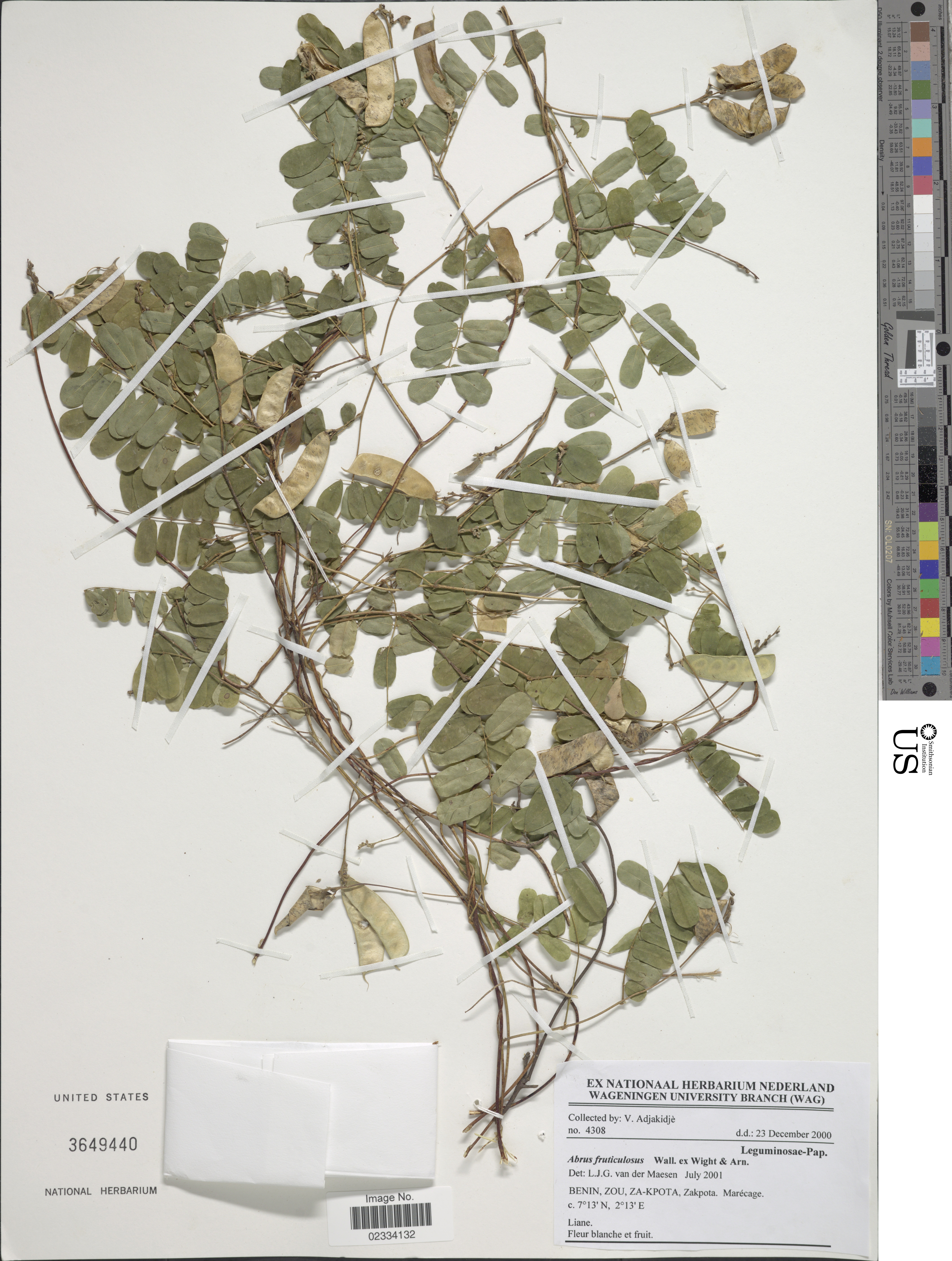
Abrus fruticulosus.
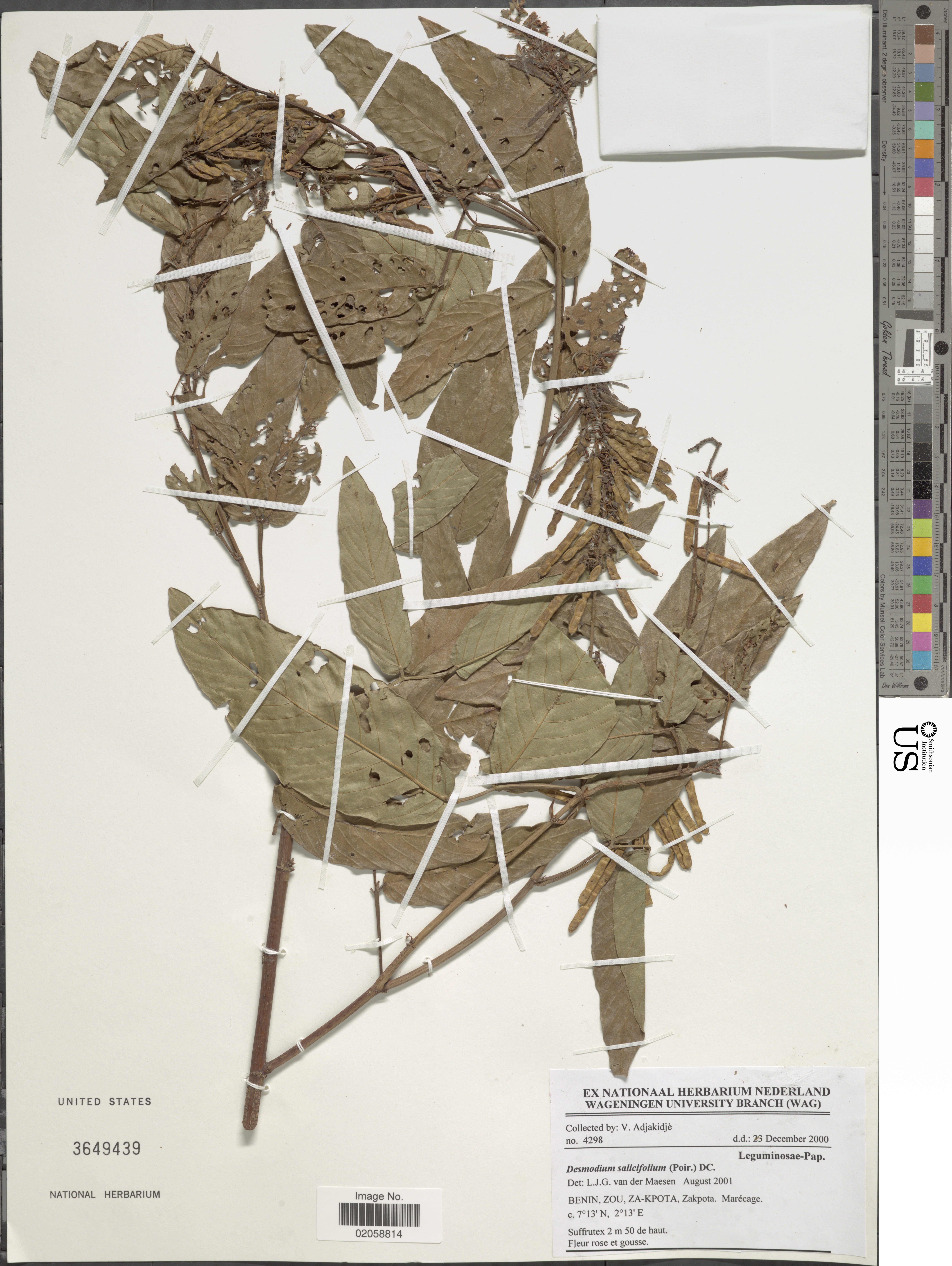
Desmodium salicifolium.
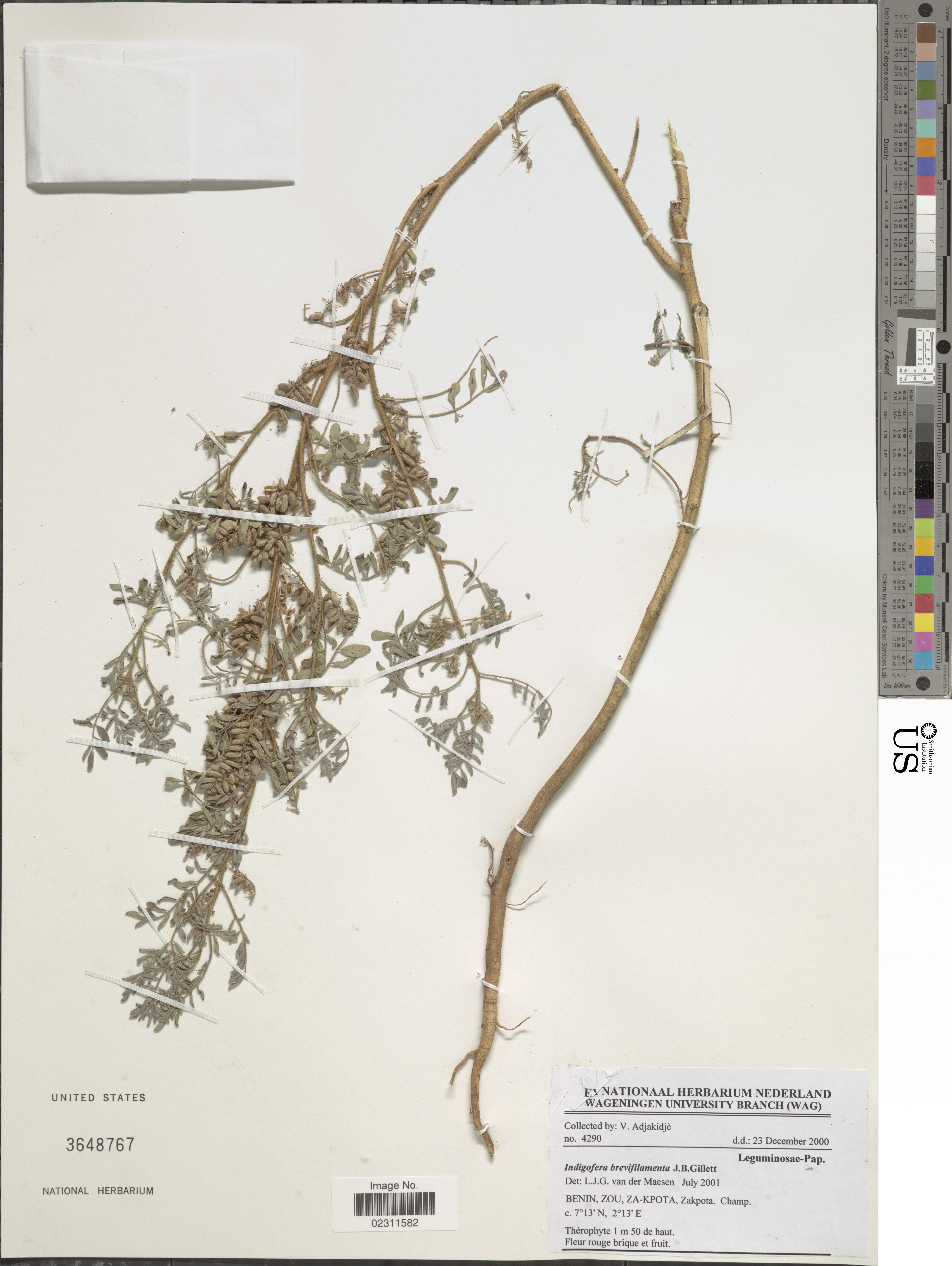
Indigofera brevifilamenta.

### Localisation
|         | Djidja     |      |
| Bohicon | Za-Kpota   | Covè |
|         | Zogbodomey |      |

## Démographie
Lors du recensement de 2013 (RGPH-4), la commune comptait 132 818 habitants.

## Économie

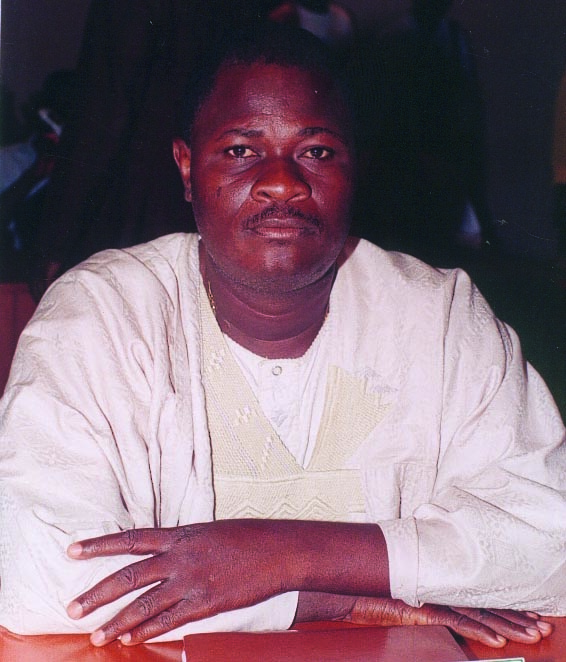
Daniel Azoga, ancien maire de Zakpota

## Personnalités
- Georges Guédou (1938-2021), universitaire et homme politique, est né à Za-Kpota.